# L'Ametlla de Montsec
L'Ametlla de Montsec o també l'Ametlla del Montsec és un nucli del terme municipal de Camarasa (Noguera). També forma part de la EMD de Fontllonga i Ametlla. El 2019 tenia 37 habitants. Està situat a la dreta de la Noguera Pallaresa, al peu del Montsec d'Ares.
Els castells i llocs de l'Ametlla i de Montaspre foren adquirits pel monestir d'Àger el 1333.
Fou municipi independent fins a mitjans del segle xix quan s'integrà a Fontllonga. i posteriorment, Fontllonga i els seus agregats van ser annexionats al municipi de Camarasa.
Hi destaca l'església de Santa Maria.